# Tulostoma obscurum
La especie Tulostoma obscurum fue descrita en 1972, pertenece a la familia Agaricaceae. El origen etimológico del de la palabra Tulostoma viene del griego týlos que significa joroba, callo, dureza, clavija; y de stóma que significa boca, poro, por la forma en que se efectúa la dehiscencia, mediante un poro apical con frecuencia umbonado.

## Descripción
La especie Tulostoma obscurum tiene un saco esporífero subgloboso achatado, con base aplanada, de 14-17 x 10-12 mm, cubriendo el endoperidio en los ejemplares jóvenes, pardusco sucio. Exoperidio  formado por hifas tenues, ramificadas, septadas, de 1,8-4 μm. Endoperidio descubierto en partes, cuando visible, sucio o blanquecino con tintes cobrizos. Cuello apretado, o muy separado, con membrana escamosa lancerada. Pie de 16-30 x 2-4 mm, castaño a castaño oscuro, con tonos rojizos, rugoso-escamoso, igual o ligeramente ensanchando en ambos extremos, terminando basalmente con un pequeño bulbillo, formado por hebras castaño ferrugineas y algunos rizomorfos delgados, blancos. Esporas castaño amarillentas, subglobosas a elipsoidales, apiculadas de 4,6-7,6 x 4-6.7 μm, verrugosas a espinosas, hialinas a amarillentas, formando cortas crestas irregularmente dispuestas en algunas. Capilicio ligeramente amarillento, poco a moderadamente ramificado, septado, con las hebras engrosadas en algunas partes y poco o nada a nivel de los tabiques, o ensanchadas en algunos extremos muy redondeados, hasta 13 μm de diámetro, con pared gruesa de hasta 2 μm, hifas de pared delgada, hialinas.

## Distribución
Esta especie se ha citado de Estados Unidos, en México se ha citado de Hidalgo y Ciudad de México.

## Hábitat
En suelo, de hábito gregario en matorral xerófilo, en pastizales o en bosques de encinos.

## Estado de conservación
Se conoce muy poco de la biología y hábitos de los hongos, por ello la mayoría de ellos, no están categorizados en la Norma Oficial Mexicana 059, incluyendo a esta especie.